# ونوس (مسلسل)
ونّوس هو مسلسل تلفزيوني درامي مصري، بدأ عرضه في شهر رمضان 2016 ويضم كل من الممثل يحيى الفخراني، نبيل الحلفاوي، هالة صدقي، حنان مطاوع، محمد شاهين، سماح السعيد، نيقولا معوض، نهير أمين، نهى عابدين، محمد كيلاني، علاء زينهم، دنيا عبد العزيز والمسلسل من تأليف عبد الرحيم كمال، وهو الذي ألف أيضًا الخواجة عبد القادر، وشيخ العرب همام، ودهشة ومن إخراج شادي الفخراني.

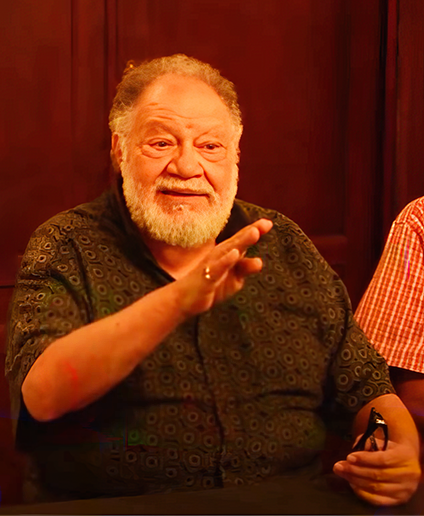
يحيى الفخراني في دور الشيطان/ونوس

## الممثلون
- يحيى الفخراني (الشيطان/ونوس)

| - هالة صدقي (إنشراح) - نبيل الحلفاوي (ياقوت، عم إبراهيم) - حنان مطاوع (نيرمين) - محمد شاهين (عزيز) - محمد كيلاني (نبيل، بلبل) | - نيقولا معوض (فاروق) - سماح السعيد (هالة) - نهى عابدين (دنيا) - علاء زينهم (قصبي) - مريهان مجدي - كوكي (معاني بنت حياة) | - نهير أمين (حياة صاحبة الكباريه) - محمود حجازي (غريب زوج حياة، العامل المرافق لياقوت) - أحمد السلكاوي (مراد طليق نيرمين) - دعاء عريقات (رانيا الزوجة الثانية لمراد) - سلمى غريب (سومة صديقة إنشراح) |

| - عبد الرحيم حسن (أ. وليد صاحب القناة) - حسن العدل - عصام توفيق (ضابط الشرطة) - عادل ماضي - إدوارد (الزبون السكران) | - ناجي سعد (نبيه علوان) - منير مكرم (طبيب التحاليل) - لطفي لبيب (قربان) - دنيا عبد العزيز (نهى المدني) - مايكل سيدهم (بيتر صديق نبيل) | - إيمان سالم (كريستين صديقة نيرمين) - عمار شوقي (ياسو ابن نيرمين) - ندى سيف النصر (ندى بنت هالة وفاروق) - مي سيف النصر (مي بنت هالة وفاروق) - محمود جليفون (جد أيمن) |

## عن المسلسل
تم تغيير اسم المسلسل لثلاث مرات فكان الاسم المرشح في بداية كتابة العمل «فتنة» إلى أن تم تغييره إلى «في بيتنا ونوس» حتى تم الإستقرار على الاسم الحالي «ونوس».

## أحداث المسلسل
تدور أحداث المسلسل في إطار دراما اجتماعية عن أحد الآباء "ياقوت" الذي يترك أبنائه، ويختفي مدة 20 عاما، ثم يأتي الشيطان إلى أسرته، ويدعي أنه صديق والدهم وهو "ونوس" ويطالبهم بحقه الذي أخذه والدهم منه، ويدلهم على مكان إقامته ويخبرهم أنه يمتلك الملايين.